# Cantó de Casals
El cantó de Casals és un cantó francès del departament de l'Òlt, situat al districte de Caors. Té 9 municipis i el cap és Casals.

## Municipis
- Las Arcas
- Casals
- Fraissinet lo Gelat
- Gindon
- Gojonac
- Marminhac
- Montclarat
- Pomareda
- Sent Crabasi

## Història
| Data d'elecció                           | Identitat     | Partit | Qualitat |
| ---------------------------------------- | ------------- | ------ | -------- |
| 1973-2004                                | Jean Milhau   | PRG    |          |
| 2004-                                    | André Bargues | PS     |          |
| les dades anteriors no són pas conegudes |               |        |          |
|                                          |               |        |          |

## Demografia
| 1962  | 1968  | 1975  | 1982  | 1990  | 1999  | 2006  |
| ----- | ----- | ----- | ----- | ----- | ----- | ----- |
| 2.577 | 2.795 | 2.443 | 2.326 | 2.376 | 2.414 | 2.607 |